# 霍瓦特·达维德
霍瓦特·达维德（匈牙利語：Horváth Dávid，1996年5月16日—）生于布达佩斯，是一名匈牙利男子游泳运动员，主攻蛙泳。他在四岁时受父母的影响，开始接触游泳。2016年里约奥运，霍瓦特在男子200米蛙泳项目达到B标成绩，由于匈牙利队已经有人在该项目上达到A标成绩，他无缘入选名单，后来，国际游泳联合会特别给予他外卡资格，他得以首次参加奥运。在奥运正赛上，他获得男子200米蛙泳预赛第30名，无缘半决赛。